# Lyriq Bent
Lyriq Bent, né le 15 juillet 1979 à Kingston, en Jamaïque, est un acteur canadien.

## Filmographie

### Cinéma
- 2001 : The Caveman's Valentine : Seraph Dancer
- 2002 : Damaged Goods : Eddie Barrel
- 2002 : Superbob : Lepke
- 2003 : Wanted (Crime Spree) : Ellwood
- 2003 : Honey : Barber
- 2005 : The Life and Hard Times of Guy Terrifico : Mr. Stuff
- 2005 : Quatre frères (Four Brothers) : Damian
- 2005 : Saw II de Darren Lynn Bousman : Daniel Rigg
- 2006 : Dance with Me (Take the Lead) : Easy
- 2006 : Saw III de Darren Lynn Bousman : Daniel Rigg
- 2007 : Saw IV de Darren Lynn Bousman : Daniel Rigg
- 2008 : Saw V de David Hackl : Daniel Rigg (flashback)
- 2011 : Mother's Day de Darren Lynn Bousman : Treshawn Jackson
- 2015 : Pay the Ghost de Uli Edel : Jason
- 2018 : Une femme de tête de Haifaa al-Mansour : Will
- 2019 : Astronaut de Shelagh McLeod : Jim Williams

### Télévision
- 2001 : Traque sans répit (Jane Doe) (TV) : Rawlins
- 2002 : Pretend You Don't See Her (TV)
- 2002 : 10,000 Black Men Named George (en) (TV) : Disgruntled Man
- 2005 : Kojak (TV) : Billy Harris
- 2006 : Angela's Eyes : Leo Jenkins (13 épisodes)
- 2015 : The Book of Negroes : Chekura Tiano (5 épisodes)
- 2010 - 2014 : Rookie Blue : Sergent Chef Franck Best (45 épisodes)
- 2017 - 2019 : Nola Darling n'en fait qu'à sa tête (série télévisée) de Spike Lee : Jamie Overstreet (19 épisodes)